# Dipcadi dekindtianum
Dipcadi dekindtianum är en sparrisväxtart som beskrevs av Adolf Engler. Dipcadi dekindtianum ingår i släktet Dipcadi och familjen sparrisväxter.
Artens utbredningsområde är Angola. Inga underarter finns listade i Catalogue of Life.